# Stadion Střelnice
El Stadion Střelnice (anteriormente conocido como Chance Arena) es un estadio de fútbol situado en la ciudad de Jablonec nad Nisou en la Región de Liberec, República Checa. El estadio fue inaugurado en 1955 y posee actualmente una capacidad para 6280 personas sentadas, es propiedad del club FK Jablonec que disputa actualmente la Liga Checa de Fútbol.
El estadio inaugurado en 1955 fue renovado completamente entre 2005 y 2007, se le instaló iluminación artificial y se le dotó de butacas individuales y techo cubierto en la totalidad de sus tres graderías, posee césped natural y calefacción artificial para la cancha. El estadio fue reinaugurado oficialmente en un partido amistoso entre Selección Checa y la Selección de Costa Rica.
El estadio fue sede del Campeonato de Europa Sub-19 de la UEFA 2008, en donde albergó tres juegos del torneo incluido el partido final entre la Selección de Alemania y la de Italia.